# Johannes Schmidt-Wodder

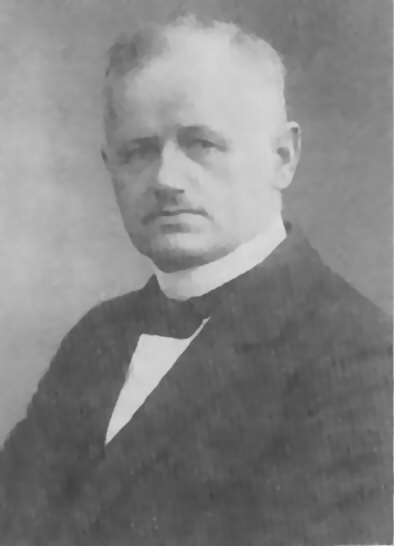
Pastor Johannes Schmidt-Wodder um 1925

Johannes Carl Schmidt genannt Schmidt-Wodder (* 9. Juni 1869 in Tondern, Kreis Tondern, Provinz Schleswig-Holstein; † 13. November 1959 in Tørsbøl, Åbenrå Amt, Dänemark) war ein evangelisch-lutherischer Pastor, Politiker und Vertreter der deutschen Minderheit in Dänemark.

## Leben
Johannes Schmidt wurde in Tondern als Sohn eines Pastors geboren. Sein Vater übernahm 1871 das Pfarramt in Schwenstrup auf Alsen, wo Johannes Schmidt seine Kindheit verlebte. Nach dem Besuch des Johanneums in Hadersleben studierte er Theologie an den Universitäten Leipzig und Greifswald. Dort wurde er Mitglied im Kyffhäuser-Verband. Sein Examen bestand er an der Christian-Albrechts-Universität zu Kiel. Im Anschluss übernahm er ein Pfarramt in Wodder, damals ein kleines Grenzdorf an der Königsau, deren Mittel- und Oberlauf über Jahrhunderte die Trennlinie zwischen Schleswig-Holstein und Dänemark bestimmte. Zur Unterscheidung seines gleichfalls als Pfarrer in Nordschleswig wirkenden Bruders legte er sich zu dieser Zeit den Doppelnamen Schmidt-Wodder zu.
1909 gründete er den Verein für deutsche Friedensarbeit in der Nordmark. Damit wollte Schmidt-Wodder einen Beitrag zur Verständigung leisten und Spannungen abbauen, die sich nach dem Deutsch-Dänischen Krieg 1864 bei dänischen Nationalisten aufgebaut hatten. Der Verein erkannte die Kultur und das Heimatrecht beider Bevölkerungsteile an, wobei sein Einfluss mit nur 405 Mitgliedern gering erschien. Jedoch handelte es sich dabei nahezu ausschließlich um Lehrer und Pfarrer, die im damals dünnbesiedelten Norden Schleswig-Holsteins entsprechend ihrer Vereinsziele somit in mehreren hundert Gemeinden, Schulen und Kirchen in beiden Sprachen lehrten beziehungsweise predigten.
Dagegen beabsichtigten insbesondere die dänischen Sozialdemokraten unter der Führung von Hans Peter Hanssen eine Revision des Friedensvertrags von Wien. Obwohl Dänemark neutral und nicht in Kriegshandlungen mit Deutschland verwickelt war, betrachteten die dänischen Sozialdemokraten den Zeitpunkt als günstig, am Ende des Ersten Weltkriegs die Abtretung des ehemaligen Herzogtums Schleswigs von Deutschland zu fordern. Diesen Standpunkt teilte der Dänische Reichstag am 23. Oktober 1918 den Alliierten mit – rund zwei Wochen nachdem die deutsche Regierung in einer Note an Präsident Woodrow Wilson um die Aufnahme von Waffenstillstandsverhandlungen gebeten hatte.
Um den Verlust von Schleswig abzuwenden, wurde von deutscher Seite am 31. Oktober 1918 der Deutsche Ausschuss für das Herzogtum Schleswig gegründet, in welchem Johannes Schmidt-Wodder bis 1920 führend tätig war. In seiner Argumentation beriefen sich die Ausschussvertreter auf den Vertrag von Ripen, der unter der Sentenz „up ewig ungedeelt“ nach ihrer Ansicht die Unteilbarkeit Schleswig-Holsteins seit 1460 festschrieb. Letztlich stimmten die Siegermächte in Versailles einer Abtretung Schleswigs an Dänemark auf Basis einer Volksabstimmung zu. Aufgrund der geringen Erfolgsaussichten (bei einer Abstimmung in ganz Schleswig bis zur Eider), reduzierte die dänische Regierung umgehend ihre Gebietsforderungen auf eine Linie zwischen Tondern und Flensburg. Der dänischen Regierung wurde gestattet, die Wahlmodalitäten allein zu definieren.
Das Ergebnis der Abstimmung führte auf deutscher Seite, neben dem Unmut über den Wahlmodus an sich, zu starker Kritik besonders in den deutlich mehrheitlich für Deutschland gestimmten Regionen um Tondern, Sonderburg und Apenrade. Die Abtretung Nordschleswigs an Dänemark erfolgte am 15. Juni 1920. Damit entstand die deutsche Minderheit in Dänemark, als deren Repräsentant sich Johannes Schmidt-Wodder über fast zwei Jahrzehnte behaupten konnte. Anfangs wurde die deutsche Sprache in Schulen und Kirchen verboten, woraufhin sich die deutsche Bevölkerung sofort organisierte und am 18. August 1920 in Tingleff den Schleswigschen Wählerverein unter dem Vorsitz von Schmidt-Wodder gründete. Kurz darauf benannte sich die Vereinigung in Schleswigsche Partei um. Die dänische Regierung gestattete dieser Minderheitenpartei die Teilnahme an der Folketingwahl am 21. September 1920, bei der sie ein Mandat erzielen konnte. Dieses übte Schmidt-Wodder als einziger deutscher Abgeordneter bis 1939 im dänischen Parlament aus.
1921 erhielt er die Ehrendoktorwürde der theologischen Fakultät der Christian-Albrechts-Universität zu Kiel. Schmidt-Wodder vertrat die deutsche Minderheit in Dänemark von 1922 bis 1939 im Verband der deutschen Minderheiten in Europa sowie von 1925 bis 1938 als ständiger Delegierter im Europäischen Nationalitätenkongress. Neben den Vorsitzenden deutschsprachiger Minderheiten in Ungarn (Jakob Bleyer), Rumänien (Rudolf Brandsch) und Lettland (Paul Schiemann) veröffentlichte er von 1927 bis 1933 als Mitherausgeber die Fachzeitschrift Nation und Staat.
Obwohl Schmidt-Wodder kein Nationalsozialist war, begrüßte er 1934 in einer Publikation mit dem Titel Deutschland gestern und heute Hitlers Machtübernahme. Sehr wahrscheinlich wollte er mit dieser Aussage den inneren Auseinandersetzungen in der Schleswigschen Partei entgegentreten. Grundsätzlich war er kein Anhänger der nationalsozialistischen Volkstumspolitik, vielmehr galt er seit Gründung des Europäischen Nationalitätenkongresses als Befürworter der „Idee eines Europas ohne Widerstreit zwischen Staatszugehörigkeit und Volkszugehörigkeit“. So gab es in Nordschleswig bis zum Sommer 1933 keine nationalsozialistischen Vereinigungen. Erst im Oktober 1933 erhob die Nationalsozialistische Arbeitsgemeinschaft Nordschleswig (NSAN), die von Schleswig-Holstein aus gesteuert wurde, einen Machtanspruch, der die von Schmidt-Wodder geschaffene Geschlossenheit der deutschen Volksgruppe in Dänemark bedrohte.
Ende 1934 ernannte die NSDAP-Leitung in Schleswig-Holstein Hans Boysen Jepsen zum Volksgruppenführer der Nordschleswiger, wogegen sich heftiger Widerstand in den Reihen der deutschen Minderheit in Dänemark regte. Zudem herrschte zwischen den konkurrierenden nationalsozialistischen Gruppen Uneinigkeit, sodass sich Schmidt-Wodder Anfang 1935 bei einer Wiederwahl nochmals als Vorsitzender der Schleswigschen Partei behaupten konnte. Dennoch war seine Zeit abgelaufen. Er galt bei den Nationalsozialisten wegen seiner christlichen Grundeinstellung als altmodisch und konservativ. Schmidt-Wodder sah sich selbst als Schleswig-Holsteiner, der einerseits die Grenzziehung von 1920 als Teilung Schleswig-Holsteins betrachtete und deshalb nicht akzeptieren konnte, anderseits stets eine auf Ausgleich, nicht auf Eskalation bedachte Politik betrieb. 1938 erfolgte die Ernennung Jens Möllers zum Volksgruppenführer, der Schmidt-Wodder 1939 als Vorsitzender der Schleswigschen Partei und als Abgeordneter im Folketing ablöste.
Schmidt-Wodder zog sich daraufhin bis 1945 vollständig aus der Politik zurück. Nach dem Zweiten Weltkrieg leitete er Schritte zum Wiederaufbau der deutschen Minderheitenvertretung in Dänemark ein. Am 15. Februar 1946 wurde der 76-Jährige verhaftet. Vorgeworfen wurde ihm eine „landesschädliche Tätigkeit“. Dem dreiwöchigen Gefängnisaufenthalt in Sønderborg folgte ein Verfahren, das nach eineinhalb Jahren eingestellt wurde. Bis ins hohe Alter verfasste er Publikationen über die Minderheitensituation in Europa. Zu seinem 90. Geburtstag erhielt er eine Grußbotschaft mit den Unterschriften von 2600 Nordschleswigern. Johannes Schmidt-Wodder starb am 13. November 1959 auf Petersholm, seinem Familiensitz nahe Tørsbøl (dt. Törsbüll, Nordschleswig).

## Schriften (Auswahl)
- Das Selbstbestimmungsrecht der Völker in seiner Einwirkung auf das geistige Leben in Kirche und Schule, Braumüller Wien, 1919.
- Die Frömmigkeit in Nordschleswig unter den Wirkungen religiöser Bewegungen, unter landeskirchlichem Regiment. In: Schleswig-Holsteinisches Jahrbuch (1920), S. 30–35.
- Selbstbestimmungsrecht und nationale Minderheiten. In: Schleswig-Holsteinisches Jahrbuch (1921), S. 24f.
- Deutsche Jugendbewegung in Schleswig-Holstein und im abgetrennten Gebiet. In: Schleswig-Holsteinisches Jahrbuch (1922), S. 106–108.
- Die politische Linie Schmidt-Wodders: Ein Beitrag zur Minderheitenfrage. Schlesw.-Holsteiner-Bund, Flensburg 1924.
- Schleswig ein Grenzland. In: Schleswig-Holsteinisches Jahrbuch (1924), S. 3f.
- Die deutsche Nordmark. In: Deutsche Politik. Ein völkisches Handbuch. Frankfurt a. M., 1926.
- Volk und Völker [der Angelpunkt der europäischen Probleme]. In: Nation und Staat, Jg. 3 (1930), S. 416–425
- (Hrsg.): Deutsche Front. Organ zur Sammlung der Deutschen in Nordschleswig. Rothe, Tondern 1934.
- Deutschland gestern und heute. Braumüller, Wien und Leipzig 1934.
- Schicksal, Sendung und Glaube der Nordmark. Gedanken zum Werdegang Schleswig-Holsteins. Westphal, Wolfshagen-Scharbeutz 1937.
- Das nationale Ringen in Nordschleswig. Was erreicht ist und was getan werden muß. Ein Wort zur Besinnung. Tondern, 1939.
- (Hrsg.): Entscheidung. Bär und Bartosch, Freiburg/Br. 1940.
- Mensch zu Menschen in einer Grenzlandgemeinde. Apenrade 1948.
- Um des deutschen Volkes Existenz und Europas Aufbau. Callesen, Apenrade 1949.
- Von Wodder nach Kopenhagen, von Deutschland zu Europa. Mein politischer Werdegang. Wolff, Flensburg 1951 (Autobiographie).
- Heimat und Europa. In: Aktuelle Blätter, 55. Jg. (1953).
- Heim und Familie. Die Kraftquellen Europas. Westphal. Wolfshagen-Scharbeutz 1955.